# European Garden Heritage Network

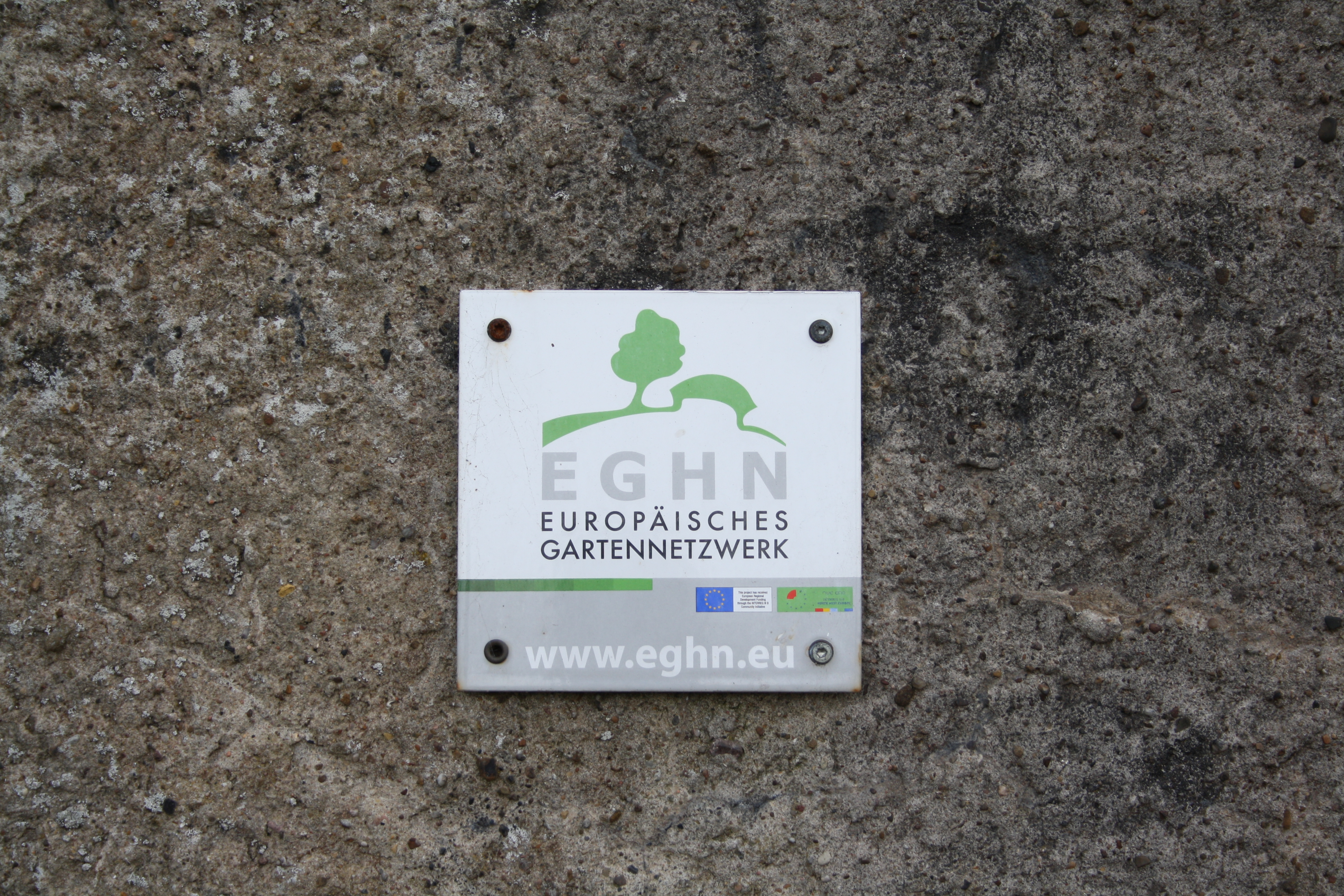
Plakette am Eingang zum Gutspark von Gut Böckel

Das European Garden Heritage Network (Europäisches Gartennetzwerk, kurz EGHN) ist eine Partnerschaft von Regierungsorganisationen, Tourismusagenturen, gemeinnützigen Vereinigungen, regionalen Kommunalverbänden, Stiftungen und anderen Gartenbesitzern mit dem Ziel, den Erhalt von Parks, Gärten und Grünanlagen zu fördern. So haben die Regionen Ostwestfalen-Lippe, Münsterland, Ruhrgebiet und Rheinland (alle Nordrhein-Westfalen, Deutschland), Pays de la Loire (Frankreich), Somerset, Surrey und Cheshire (alle drei England) eine Gartenroute entwickelt, auf der besonders sehenswerte Gartenanlagen und Botanische Gärten zu besuchen sind. Neue Routen in Westflandern (Belgien) und in der niederländischen Provinz Limburg wurden im Mai 2008 der Öffentlichkeit vorgestellt. Im Juni 2009 ist eine Route in der Region Nordhessen und im Frühjahr 2015 eine weitere Route in der Bretagne hinzugekommen. Insgesamt sind rund 210 Parks und Gärten aus 21 europäischen Ländern Partner im EGHN (2025), da auch einzelne Parks und Gärten Partner werden können.
Ins Leben gerufen wurde das EGHN 2003 im Rahmen von INTERREG III B NWE (North West Europe), einer Gemeinschaftsinitiative des Europäischen Fonds für regionale Entwicklung (EFRE). Projektträger ist die Selbstständige Stiftung bürgerlichen Rechts Zentrum für Gartenkunst und Landschaftskultur, Stiftung Schloss Dyck in Jüchen.

## Stationen

### Nordrhein-Westfalen
Das Gebiet ist unterteilt in die Regionen Münsterland, Ruhrgebiet, Rheinland und Ostwestfalen-Lippe.

#### Münsterland
- Botanischer Garten Münster
- Haus Rüschhaus und Burg Hülshoff, Havixbeck
- Schlossgarten Hovestadt, Lippetal
- Renaissance-Tiergarten von Schloss Raesfeld
- Schlosspark Nordkirchen
- Vier-Jahreszeiten-Park Oelde
- Kreislehrgarten Steinfurt
- Steinfurter Bagno
- Salinenpark Rheine
- Schlosslandschaft Anholt, Isselburg
- Haus Welbergen

#### Ruhrgebiet
- Nordsternpark Gelsenkirchen
- Botanischer Garten Rombergpark Dortmund
- Landschaftspark Duisburg-Nord
- Garten der Erinnerung Duisburg
- Revierpark Vonderort Oberhausen
- Haus Ripshorst Oberhausen
- Grugapark Essen
- Villa Hügel in Essen
- Stadtpark Bochum
- Hoheward – Der Landschaftspark
- Maximilianpark Hamm

#### Rheinland
- Straße der Gartenkunst zwischen Rhein und Maas
- Flora Köln
- Neuland-Park Leverkusen
- Klever Gartenlandschaft
- Schlosspark Drachenburg, Königswinter
- Klostergarten Kamp
- Haus Esters/Haus Lange Krefeld
- Nordpark Düsseldorf Düsseldorf
- Schloss Benrath Düsseldorf
- Friedestrom-Park Zons
- Gartenpark Wassenberg
- Schlosspark Dyck Jüchen
- Museum Insel Hombroich Neuss
- Künstlergarten Rückriem
- Schlossparks Augustusburg/Falkenlust Brühl
- Schloss Drachenburg Königswinter
- Lousberg Aachen
- Müngstener Brückenpark Solingen
- Hardt-Anlage/Botanischer Garten Wuppertal
- Zoologischer Garten Wuppertal
- Barmer Anlagen Wuppertal
- Skulpturenpark Waldfrieden Wuppertal
- Vorwerkpark Wuppertal
- Nordpark Wuppertal
- Park Schloss Moyland Bedburg-Hau

#### Ostwestfalen-Lippe
- Kurpark Bad Driburg
- Kurpark Bad Oeynhausen
- Kurpark Bad Salzuflen
- Gutspark Böckel in Rödinghausen
- Kloster Dalheim, Lichtenau
- Palaisgarten Detmold
- Stadtpark und Botanischer Garten Gütersloh
- Flora Westfalica und Schlosspark Rheda, Rheda-Wiedenbrück
- Schlosspark Schloß Neuhaus, Paderborn
- Schlosspark Wendlinghausen, Dörentrup
- Skulpturengarten Wilfried Hagebölling, Paderborn

### Nordhessen
- Park Wilhelmshöhe und Staatspark Karlsaue, Kassel
- Burggarten Sababurg, Hofgeismar
- Kurpark Bad Hersfeld
- Kurpark Bad Wildungen
- Schlosspark Haydau, Morschen
- Schlosspark Wilhelmsthal, Calden
- Gutspark Escheberg, Zierenberg
- Schlosspark Rauischholzhausen, Ebsdorfergrund

## Europäischer Gartenpreis
Seit 2010 vergibt das EGHN jährlich den „Europäischen Gartenpreis“.
Die Preisträger 2010 waren:
- Kategorie „Beste Weiterentwicklung eines historischen Parks oder Gartens“: Trentham Gardens in Stoke-on-Trent, Großbritannien
- Kategorie „Innovatives Konzept oder Design eines zeitgenössische Parks oder Gartens“: MFO-Park in Zürich, Schweiz
- Kategorie „Sonderpreis der Stiftung Schloss Dyck“: Stiftung Historische Gärten in Niedersachsen, Deutschland
- Kategorie „Internationaler EGHN Preis“: High Line in New York, USA

Die Preisträger 2011 waren:
- Kategorie „Beste Weiterentwicklung eines historischen Parks oder Gartens“: Villa Ottolenghi in Acqui Terme, Italien
- Kategorie „Innovatives Konzept oder Design eines zeitgenössische Parks oder Gartens“: Jupiter Artland in der Nähe von Edinburgh, Großbritannien
- Kategorie „Sonderpreis der Stiftung Schloss Dyck“: Arley Hall and Gardens in Northwich, Cheshire, Großbritannien

Die Preisträger 2012 waren:
- Kategorie „Beste Weiterentwicklung eines historischen Parks oder Gartens“: Park von Schloss Egeskov, Dänemark
- Kategorie „Innovatives Konzept oder Design eines zeitgenössische Parks oder Gartens“: Berges du Rhône in Lyon, Frankreich
- Kategorie „Sonderpreis der Stiftung Schloss Dyck“: Porcinai-Vereinigung und -Archiv in Florenz, Italien

Die Preisträger 2013 waren:
- Kategorie „Beste Weiterentwicklung eines historischen Parks oder Gartens“: Park von Monserrate in Sintra, Portugal
- Kategorie „Innovatives Konzept oder Design eines zeitgenössische Parks oder Gartens“: Queen Elizabeth Olympic Park in London, Großbritannien
- Kategorie „Sonderpreis der Stiftung Schloss Dyck“: Stiftung Realdania in Kopenhagen, Dänemark

Die Preisträger 2014 waren:
- Kategorie „Beste Weiterentwicklung eines historischen Parks oder Gartens“: The Lost Gardens of Heligan in Pentewan, Großbritannien
- Kategorie „Innovatives Konzept oder Design eines zeitgenössische Parks oder Gartens“: Zukunftspark Killesberg in Stuttgart, Deutschland
- Kategorie „Sonderpreis der Stiftung Schloss Dyck“: Verein Arche Noah in Schiltern, Österreich
- Kategorie „Großräumiges Grünkonzept“: National Urban Parks in Finnland

Die Preisträger 2015 waren:
- Kategorie „Beste Weiterentwicklung eines historischen Parks oder Gartens“: Herrenhäuser Gärten in Hannover, Deutschland
- Kategorie „Innovatives Konzept oder Design eines zeitgenössische Parks oder Gartens“: Parc Clichy-Batignolles – Martin-Luther-King in Paris, Frankreich
- Kategorie „Sonderpreis der Stiftung Schloss Dyck“: Verein Schau- und Sichtungsgarten Hermannshof in Weinheim, Deutschland
- Kategorie „Großräumiges Grünkonzept“: Green Malmö in Malmö, Schweden

Die Preisträger 2016 waren:
- Kategorie „Beste Weiterentwicklung eines historischen Parks oder Gartens“: Hestercombe Gardens in Taunton, Großbritannien
- Kategorie „Innovatives Konzept oder Design eines zeitgenössische Parks oder Gartens“: Kloster Lorsch in Lorsch, Deutschland
- Kategorie „Sonderpreis der Stiftung Schloss Dyck“: Ballymaloe Cookery School in Shanagarry, Irland
- Kategorie „Großräumiges Grünkonzept“: Emscher Landschaftspark im Ruhrgebiet, Deutschland

Die Preisträger 2017 waren:
- Kategorie „Sonderpreis der Stiftung Schloss Dyck“: Botanischer Garten in Göteborg, Schweden
- Kategorie „Beste Restaurierung oder Weiterentwicklung eines historischen Parks oder Gartens“: Peterhof in St. Petersburg, Russland
- Kategorie „Innovatives Konzept oder Design eines zeitgenössischen Parks oder Gartens“: Crossrail Place Roof Garden in London, Großbritannien
- Kategorie „Großräumige Grüne Netzwerke und Entwicklungskonzepte“: Klimaanpassungsplan Kopenhagen, Dänemark

Die Preisträger 2018 waren:
- Kategorie „Beste Weiterentwicklung eines historischen Parks oder Gartens“: Broughton Grange in Oxfordshire, Großbritannien
- Kategorie „Gartenkulturelles Erbe in Europa“: Kew Gardens, Großbritannien
- Kategorie „Beste Entwicklung einer für das europäische Kulturerbe bedeutenden Kulturlandschaft“: Lausitzer Seenland und Biosphärenreservat Spreewald
- Kategorie „Innovatives Konzept oder Design eines zeitgenössischen Parks oder Gartens“: Stavros Niarchos Park in Athen, Griechenland
- Kategorie „Großräumige Grüne Netzwerke und Entwicklungskonzepte“: Parkstadt Süd in Köln, Deutschland

Die Preisträger 2019 waren:
- Kategorie „Beste Weiterentwicklung eines historischen Parks oder Gartens“: Jardins d’Étretat, Frankreich
- Kategorie „Gartenkulturelles Erbe in Europa“: Royal Horticultural Society, Großbritannien
- Kategorie „Beste Entwicklung einer für das europäische Kulturerbe bedeutenden Kulturlandschaft“: Ilha do Pico, Azoren, Portugal
- Kategorie „Innovatives Konzept oder Design eines zeitgenössischen Parks oder Gartens“: Jardí Botànic in Barcelona, Spanien
- Kategorie „Sonderpreis der Stiftung Schloss Dyck“: Domaine Chaumont-sur-Loire, Frankreich

## Belege
1. ↑  Archivierte Kopie (Memento vom 27. Oktober 2007 im Internet Archive) abgerufen am 7. Dezember 2021
2. ↑  https://wp.eghn.org/de/egp-20182019e/ abgerufen am 3. Oktober 2020
3. ↑  https://wp.eghn.org/de/2018-2019/ abgerufen am 1. Oktober 2020
4. ↑  https://wp.eghn.org/de/europaeischer-gartenpreis/2019-2020/ abgerufen am 1. Oktober 2020